# Écureuil terrestre du Mexique
Ictidomys mexicanus
Espèce
Statut de conservation UICN

 LC  : Préoccupation mineure
L'Écureuil terrestre du Mexique (Ictidomys mexicanus) est un rongeur de la famille des Sciuridae qui vit dans une zone restreinte du sud-ouest des États-Unis et du nord du Mexique.